# St. Nikolaus und Maria (Dachau)
St. Nikolaus und Maria ist eine Pfarrkirche im Dekanat Dachau. Der spätgotische Bau liegt im Dachauer Ortsteil Mitterndorf.

## Geschichte

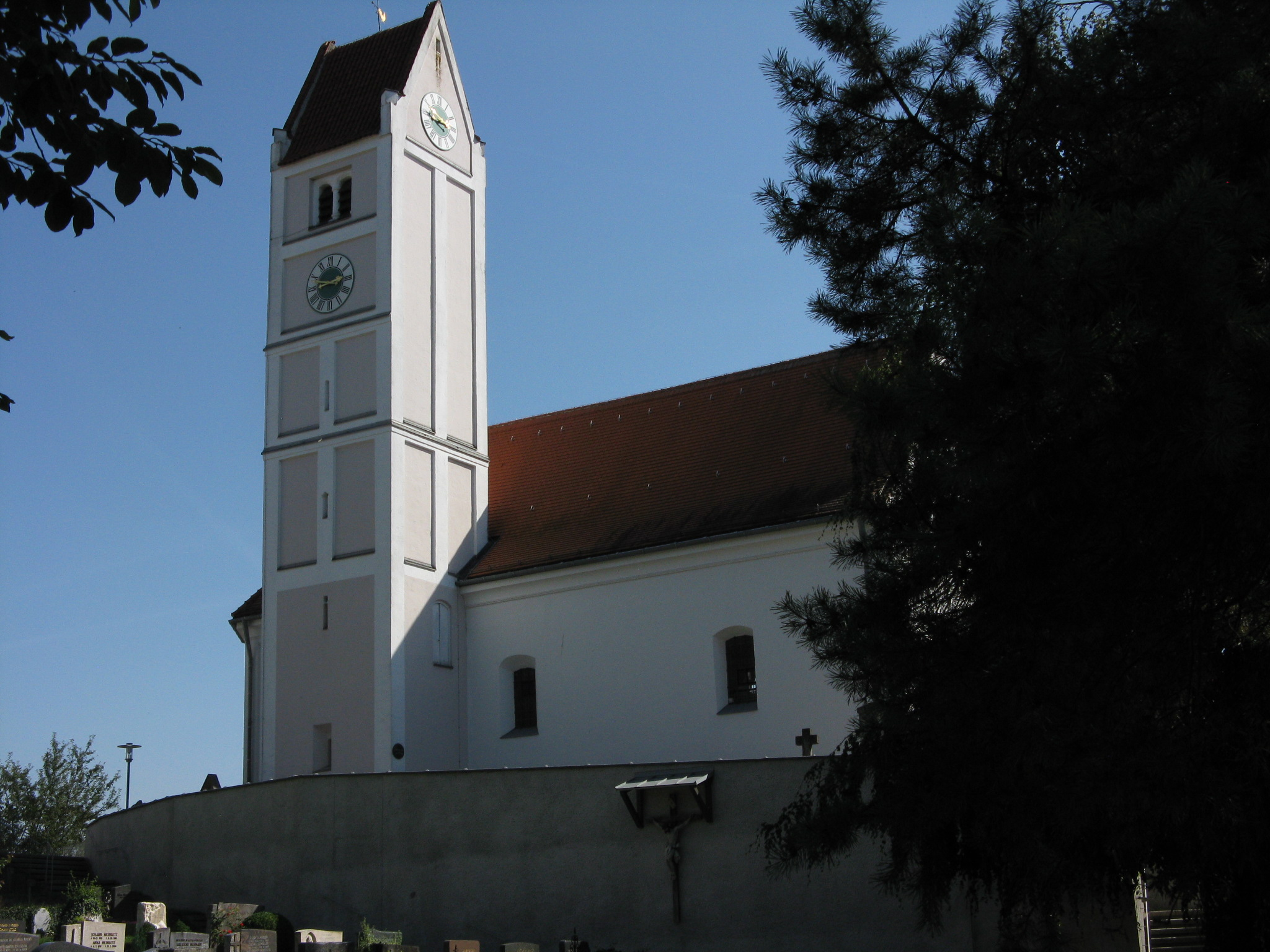
St. Nikolaus und Maria, spätgotische Pfarrkirche im Dachauer Ortsteil Mitterndorf.

Eine Eigenkirche wurde für Mitterndorf in einer Freisinger Urkunde bereits um 930 genannt. Damals war sie Filialkirche zur Pfarrei Steinkirchen. Diese wurde um 1300 geteilt, ein Teil wurde der Dachauer St.-Jakob-Kirche zugeordnet, der andere der Pfarrei in Mitterndorf, die dadurch von einer Filialkirche zur Pfarrkirche umgewidmet wurde. In einem Verzeichnis des Freisinger Bischofs Konrad III. Sendlinger, aus dem Jahre 1315, der sogenannten Konradinischen Matrikel, wurden bereits Filialkirchen in Günding und Steinkirchen als zur Pfarrkirche Mitterndorf gehörig aufgeführt. Unsere liebe Frau als Patronin der Kirche wurde erstmals 1436 erwähnt, im Jahr 1524 wurde darüber hinaus auch St. Nikolaus genannt.
Das jetzt bestehende Gebäude wurde zum Ende des 15. Jahrhunderts bis in das beginnende 16. Jahrhundert hinein unter Leitung des Baumeisters Hanns Widerl errichtet, Turm und Chor waren bereits im Jahr 1496 vollendet, das vierjochige Langhaus des Kirchenschiffes erst um 1515. Der rechteckige, mit einem Satteldach gedeckte Turm an der Nordseite ist der älteste Teil der Anlage und stammt möglicherweise auch noch von einem Vorgängerbau der jetzigen Kirche. Zwei zwischenzeitlich an das Bayerische Nationalmuseum bzw. die Kirche in Webling abgegebenen Glocken wurden in den Jahren 1481 bzw. 1486 von Ulrich von Rosen gegossen. Die jetzigen Glocken sind im Jahr 1924 in Bochum gegossen worden.
Der Hochaltar der Kirche wurde um 1630 von Constantin Pader geschaffen. Während des Dreißigjährigen Krieges entstanden über zerbrochene Scheiben hinaus keine größeren Schäden. Um 1730 wurde das Dach der Kirche neu eingedeckt und der Glockenstuhl erneuert. Im Jahr 1810 traf ein Blitzschlag das Gebäude und beschädigte die Kanzel, das Chorgestühl und die Altäre, den St. Nikolaus geweihten Hauptaltar und die St. Anna und St. Peter und Paulus geweihten beiden Nebenaltäre.
In den Jahren von 1977 bis 1987 wurde die Kirche innen und außen restauriert, 1999 mussten Maßnahmen zur Gewährleistung der statischen Sicherheit ergriffen werden. Im Jahr 2003 erhielt Franz Kießling für die Neugestaltung des Außenbereichs den Gestaltungspreis der Stadt Dachau.